# متحف كولومبو الوطني
متحف كولومبو الوطني أو متحف سريلانكا الوطني واحد من اثنين من المتاحف في كولومبو. هو أكبر متحف في سريلانكا تتم رعايته من قبل دائرة المتاحف الوطنية في الحكومة المركزية. يضم المتحف مجموعات كبيرة من الشعارات والرموز الوطنية التاريخية لسريلانكا بما في ذلك تاج وعرش ملوك كانديان.

## صور

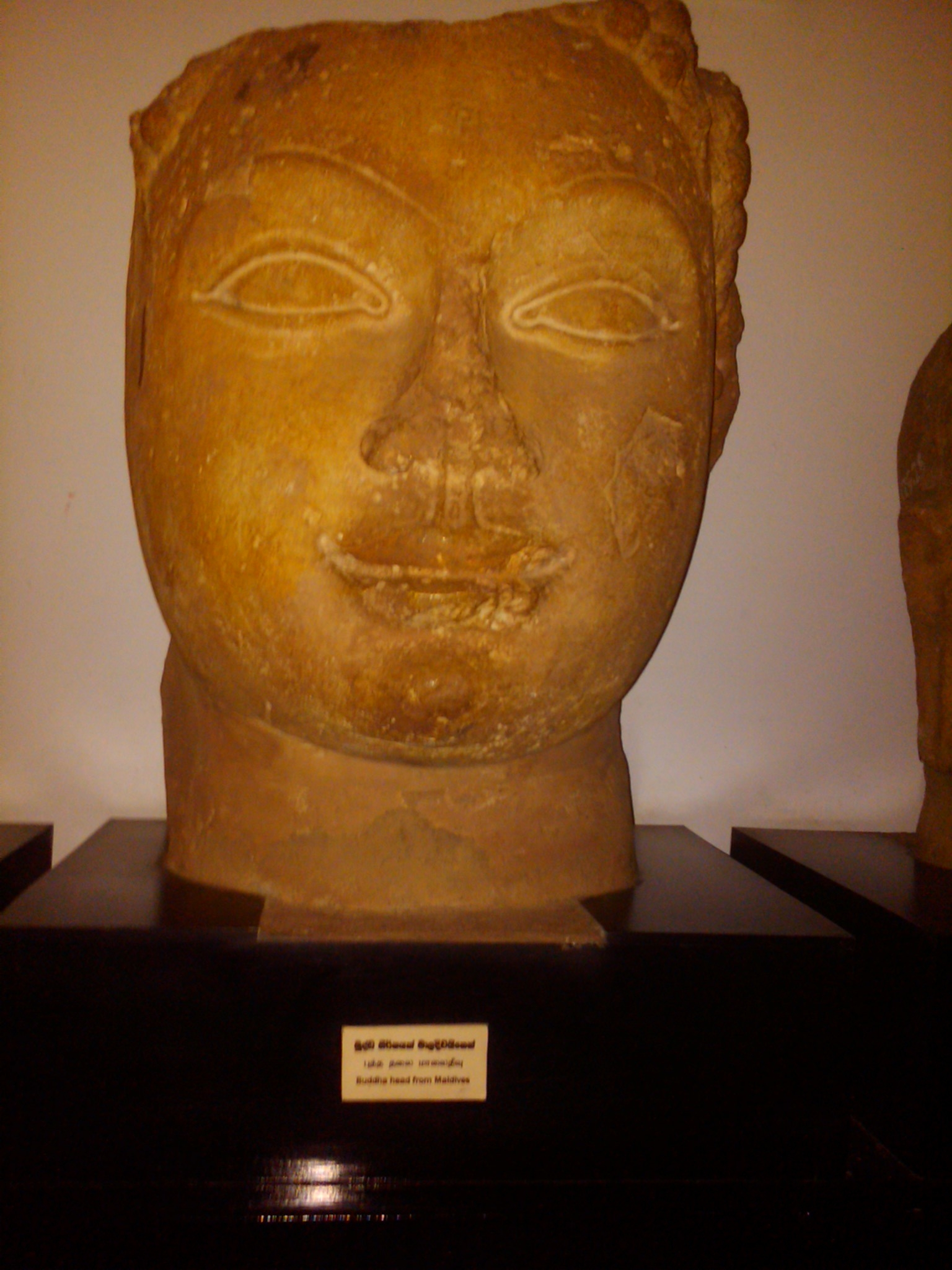
تمثال بوذا التاريخي من جزر المالديف، معروض في المتحف الوطني في كولومبو سريلانكا 2011